# 할 (2010년 영화)
"할"은 2010년에 개봉한 대한민국의 영화이다.

## 캐스팅
- 조용주 : 우천 스님 역
- 우상전 : 청송 스님 역
- 안홍진 : 미카엘 신부 역
- 손준혁 : 어린 우천 역
- 한태양 : 어린 미카엘 역
- 정미감 : 구지 스님 역
- 김소향 : 인터뷰 역